# Radek Šírl
Radek Šírl, né à le 20 mars 1981 à Rudna (en ex-Tchécoslovaquie), est un footballeur international tchèque pouvant évoluer défenseur ou milieu gauche.

## Carrière

### République tchèque
Širl commence sa carrière en 2000 sous le maillot du Bohemians de Prague où il est entrainé par Vlastimil Petrzhela. Très vite, il tape dans l'œil de l'un des clubs phares du pays : le Sparta Prague qui le recrute pour 6,5 millions de couronnes tchèques (un peu plus de 250 k€). Cependant, Širl n'arrive pas à s'imposer dans l'effectif et retourne dans son club formateur sous forme de prêt la saison suivante. Avec les Bohemians 1905, il termine la saison 2002 à la 4e place du championnat. Vlastimil Petrzhela, devenu entraineur du Zénith Saint-Pétersbourg recrute Širl qui rejoint le championnat russe pour 500k€.

### Russie
Lors de la saison 2003, sa première au Zénith, il ne joue que 18 matchs notamment en raison de la concurrence avec Alexander Spivak. En 2004, en raison d'une blessure, il ne joue que 10 matchs. En 2006, Vlastimil Petrzhela quitte le club, tous les autres joueurs tchèques arrivés en même temps que l'entraineur quitte le club. Cependant, Širl, qui rentre dans les plans du nouvel entraineur Dick Advocaat, reste au club. 
Lors de la saison 2007, le Zénith Saint-Pétersbourg se bat pour le titre de champion de Russie jusqu'à la dernière journée. Sur le terrain du Saturn Ramenskoïe, le club joue pour le titre : une victoire la lui assurerait. Au terme d'un match haché, le Zénith remporte 0-1 grâce à un but de Širl et est nouveau champion de Russie.
En 2008, il remporte la Coupe de l'UEFA en disputant la finale contre les Glasgow Rangers 2-0.
La saison 2010 marque un tournant au sein du club. Dick Advocaat a quitté le club, l'italien Luciano Spalletti le remplace. Bien que sa polyvalence joue en sa faveur, Širl ne joue pas un match de la saison. L'entraineur lui préfère au poste d'arrière gauche Tomas Hubocan et Aleksandar Lukovic, tandis qu'au poste de milieu gauche, Alessandro Rosina et Danko Lazovic sont en concurrence. Après 7 ans de bons et loyaux services, Širl (joueur apprécié des supporters et marquant des années 2000) résilie son contrat le 7 septembre 2010. Il signe dans la foulée au FK Mladá Boleslav pour deux saisons.

### Anecdotes
- Bien que parlant couramment le russe après 7 ans à Saint-Pétersbourg, sa timidité et sa peur de mal s'exprimer font qu'il préfère parler anglais ou tchèque lors des interviews.
- En 2008, il fait partie des 33 meilleurs joueurs du championnat russe et est désigné meilleur défenseur gauche.

## Palmarès
- Zénith
  - Champion de Russie : 2007
  - Médaillé d'argent de la Russie: 2003
  - Vainqueur de la Coupe de la ligue Russe : 2003
  - Vainqueur de la Supercoupe : 2008
  - Vainqueur de la Coupe de l'UEFA : 2007/2008
  - Vainqueur de la Supercoupe de l'UEFA : 2008
  - Vainqueur de la Coupe de Russie : 2009/10
  - Médaillée de bronze: 2009